# 국사편찬위원회
국사편찬위원회(國史編纂委員會, National Institute of Korean History, NIKH)는 한국사 연구의 심화와 체계적인 발전을 위하여 설치된 대한민국 교육부의 소속기관이다. 1949년 7월 14일에 발족하였으며, 경기도 과천시 교육원로 86에 위치하고 있다. 위원장은 차관급 정무직공무원으로 보한다.

## 설치 근거 및 소관 업무

### 설치 근거
- 「사료의 수집·편찬 및 한국사의 보급 등에 관한 법률」 제4조[2]
- 「교육부와 그 소속기관 직제」 제2조제1항[3]

### 소관 업무
- 국내외 사료의 조사·수집·보존을 위한 장기계획 및 연차계획의 수립·시행
- 한국사 연구·편찬·연수·보급을 위한 장기계획 및 연차계획의 수립·시행
- 한국사 연수 및 사료관리 전문인력의 육성 등
- 한국사정보화를 위한 장기계획 및 연차계획의 수립·시행
- 한국사 및 사료 관련 기관 간의 협력 및 조정
- 국가 중요 사료 소유자 또는 관리자에 대한 열람·복제 요청 및 국가 중요 사료의 보존·관리·편찬 등
- 그 밖의 사료 조사·수집·보존·편찬 및 한국사 연구·편찬·연수·보급 등

## 연혁
- 1946년: 경복궁 집경당(緝敬堂)에 국사관 설치.
- 1949년: 문교부 소속 국사편찬위원회로 개편.[4]
- 1959년: 「조선왕조실록」 48책 간행.
- 1964년: 전임 위원장제 실시.[5]
- 1969년: 「한국독립운동사」 5책 간행.
- 1973년: 「한국사」 간행 시작.
- 1982년: 「북한관계사료집」 간행 시작.
- 1987년: 정부과천청사로 청사 이전. 위원장을 정무직 차관급으로 격상.[6]
- 1990년: 교육부 소속으로 변경.[7]
- 1995년: 조선왕조실록 표점사업 시작.
- 2001년: 해외소재 한국사자료 수집 사업 본격화. 한국사 남북협력사업 개시. 국가지식종합센터 중 한국역사분야종합정보센터로 지정됨. 교육인적자원부 소속으로 변경.[8]
- 2003년:「한국사」 52책 간행.
- 2004년: 근현대 지역사자료 수집 사업 개시. 구술자료 수집 사업 개시.
- 2005년: 조선왕조실록 온라인 서비스 개시.
- 2006년 11월 25일: 제1회 한국사능력검정시험 실시.
- 2007년: 사료관 신축 개관.
- 2008년: 교육과학기술부로부터 역사교과서 책임감수기관 지정. 「자료대한민국사」 29책 간행. 교육과학기술부 소속으로 변경.[9]
- 2010년: 역사교과서 검정업무 이관. 「대한민국임시정부자료집」 30책 간행.
- 2013년: 교육부 소속으로 변경.[10]

## 조직

### 위원회
| 직위   | 성명   | 전공       |
| ------ | ------ | ---------- |
| 위원장 | 허동현 | 근현대사   |
| 위원   | 김민철 | 근대사     |
| 위원   | 강문식 | 조선시대사 |
| 위원   | 강현숙 | 고고학     |
| 위원   | 구난희 | 역사교육   |
| 위원   | 김민수 | 역사교육   |
| 위원   | 김성보 | 현대사     |
| 위원   | 박광연 | 고대사     |
| 위원   | 박찬승 | 근대사     |
| 위원   | 박현숙 | 고대사     |
| 위원   | 변주승 | 조선시대사 |
| 위원   | 서영건 | 서양사     |
| 위원   | 신동원 | 한국과학사 |
| 위원   | 오미일 | 근대사     |
| 위원   | 오영교 | 조선시대사 |
| 위원   | 원정식 | 동양사     |
| 위원   | 이익주 | 고려시대사 |
| 위원   | 이지원 | 근대사     |
| 위원   | 장경희 | 미술사     |

### 하부조직
- 총무과[11]

편사부
- 기획협력실[14]
- 사료조사실[14]
- 연구편찬정보화실[14]
- 역사진흥실[14]

## 비판
국사편찬위원회가 발행한 영어 한국사 책인 'The History of Korea'에 많은 문법적 오류가 있다.

## 같이 보기
- 국사편찬위원회 위원장
- 한국사능력검정시험
- 국사관